# هذیان (فیلم ۱۹۹۱)
«هذیان» (انگلیسی: Delusion (1991 film)) یک فیلم است که در سال ۱۹۹۱ منتشر شد.